# Амендола, Джорджо
Джорджо Амендола (итал. Giorgio Amendola, 21 ноября 1907 года, Рим, Королевство Италия — 5 июня 1980 года, там же, Италия) — итальянский политический деятель, член Итальянской коммунистической партии (ИКП). Антифашист, один из лидеров Комитета национального освобождения и Движения Сопротивления. Депутат Палаты депутатов (1946—1980) и Европарламента (1979—1980), соавтор действующей Конституции Италии. Соратник Пальмиро Тольятти и Энрико Берлингуэра, один из теоретиков и главных проводников политики еврокоммунизма. Секретарь ЦК ИКП по организационным вопросам, лидер фракции «Коммунисты и союзники». Сын Джованни Амендолы.

## Биография
Родился в Риме в 1907 году в семье еврейской интеллектуалки уроженки Вильно Евы Кун и Джованни Амендолы, либерала-антифашиста, умершего в 1926 году в Каннах, куда выехал после покушения на него убийц, нанятых Бенито Муссолини. Под влиянием этих событий Амендола-младший, получивший высшее юридическое и экономическое образование, тайно вступил в радикальную силу, противостоящую фашизму — подпольную Итальянскую коммунистическую партию (в 1929 году). В 1930—1931 годах руководил неаполитанской организацией Компартии.
В 1931 году арестован, затем провёл 5 лет в тюрьме и был выслан в эмиграцию (жил во Франции и Тунисе), где был одним из руководителей итальянских коммунистических групп в эмиграции и редактировал антифашистской газеты «Il giornale». После оккупации был изгнан на остров Санто-Стефано в Понцианском архипелаге, но был освобожден в 1943 году бойцами Сопротивления, к которым незамедлительно присоединился. Выступал как один из организаторов партизанской борьбы в Пьемонте в качестве члена ЦК и Руководства ИКП и представителя партии в Центральном комитете национального освобождения в Риме.
В 1945—1946 годах был вице-министром при председателе Совета министров Италии, в 1946—1954 — секретарём комитета ИКП в Кампании. После Второй мировой войны Амендола, представляя итальянскую компартию, был депутатом парламента всех созывов с 1948 до самой своей смерти в 1980 году. В 1954—1966 годах был членом Секретариата ИКП, в 1966 вошёл в Политбюро ИКП.
В 1960-е и 1970-е годы стал известен в качестве одного из лидеров правого крыла партии, противостоящего левому крылу Пьетро Инграо. И Инграо, и Амендола ратовали за выход из-под зависимости от Советского Союза и союз с католиками, но вкладывали в это противоположный смысл — первый стремился к революции в духе критического марксизма, второй же хотел превратить ИКП в реформистское подобие социал-демократической партии. Для этого предлагалось отказаться от ленинизма и заключить альянсы с умеренными партиями, особенно с Итальянской социалистической партией, что предвосхищало появившуюся вскоре концепцию еврокоммунизма.
Одним из главных союзников Амендолы был член итальянской палаты депутатов Джорджо Наполитано, который затем стал 11-м Президентом Италии (2006—2015). Самому Амендоле, претендовавшему на эту должность в 1978 году, избраться не удалось.
С 1967 года, Амендола также выступал как автор работ о Движении Сопротивления, рабочем движении и проблемах развития Южной Италии. В 1979 году избран в Европарламент, где стал руководителем объединённой фракции COM.
Амендола после продолжительной болезни умер в Риме в возрасте 72 лет. Его жена Жермен Лекок, с которой он познакомился в эмиграции в Париже и которая помогала ему в написании последней книги «Остров», умерла через несколько часов после мужа.
Ныне Джорджо Амендола рассматривается как один из основных предшественников широкой левоцентристской коалиции «Оливковое дерево».

## Сочинения
- Джорджо Амендола. Выбор на всю жизнь: Воспоминания = Una scelta di vita (1976). Un'isola (1980)[6]. — М.: Политиздат, 1983. — 367 с.